# Muchor-Tarchata
Muchor-Tarchata (ros. Мухор-Тархата) – wieś w Rosji, w Republice Ałtaju, w rejonie kosz-agackim. W 2021 liczyła 833 mieszkańców.

## Urodzeni
- Iwan Samtajew - radziecki zapaśnik.